# (5185) Alerossi
(5185) Alerossi es un asteroide perteneciente al cinturón de asteroides, descubierto el 15 de septiembre de 1990 por Henry E. Holt desde el Observatorio del Monte Palomar, Estados Unidos.

## Designación y nombre
Designado provisionalmente como 1990 RV2. Fue nombrado Alerossi en honor a Alessandro Rossi, miembro del "Group of Satellite Flight Dynamics" en el Instituto CNECE en Pisa. Experto en geodesia espacial participó en la misión Satélite Geodinámico Láser (LAser GEOdynamics Satellite) LAGEOS. Se dedica a estudiar la basura espacial hecha por el hombre que contamina el medio ambiente espacial cercano a la Tierra. También ha utilizado sus conocimientos para estudiar "restos" naturales que se encuentran alrededor de los objetivos de las misiones espaciales.

## Características orbitales
Alerossi está situado a una distancia media del Sol de 2,676 ua, pudiendo alejarse hasta 2,900 ua y acercarse hasta 2,453 ua. Su excentricidad es 0,083 y la inclinación orbital 8,378 grados. Emplea 1599,67 días en completar una órbita alrededor del Sol.

## Características físicas
La magnitud absoluta de Alerossi es 12,6. Tiene 13 km de diámetro y su albedo se estima en 0,081.